# Битва при Модоне
Битва при Модоне, также известная как Вторая битва при Лепанто — морское сражение произошедшее в августе 1500 года во время Венециано-Османской войны 1499—1503 годов.
В декабре 1499 года венецианцы атаковали Лепанто, надеясь вернуть территории, потерянные после поражения в Битве при Зонкьо. Кемаль-реис отплыл с Кефалинии и отбил Лепанто у венецианцев. Он оставался в Лепанто в течение апреля — мая 1500 года, где его корабли ремонтировала целая армия из 15 000 рабочих, набраных турками со всего региона.
Потом он отплыл оттуда и обстрелял венецианский порт на острове Корфу, а в августе 1500 года вновь разбил венецианский флот, после чего атакой с моря взял крепость Модон. Затем он перехватил венецианский флот возле Корона и взял город вместе с венецианской бригантиной в гавани. Оттуда он пошел к острову Сапиенца (ныне Сапьендза), где потопил венецианскую галеру «Лецца». В сентябре 1500 года Кемаль-реис атаковал Воюссу, а в октябре 1500 года появился у мыса Санта-Мария острова Лефкас. В ноябре он вернулся в Стамбул, завершив кампанию.
После победы в сражении при Модоне турки быстро захватили все венецианские владения в Греции. Модон и Корон — «два глаза республики» — были потеряны. Турецкая кавалерия в своих рейдах доходила до венецианских земель в северной Италии, и в 1503 году венецианцам пришлось добиваться мира, признав все турецкие приобретения.